# Petřkovice (nádraží)
Petřkovice byly železniční stanice, která se nacházela ve východní části obce Petřkovice (od roku 1976 součást města Ostrava). Jednalo se o koncovou dopravnu železniční trati z Kravař ve Slezsku, resp. Opavy.

## Historie
Stanice Petřkovice byla plánována jako mezilehlá na trati Hlučín - Annaberg (pozdější Chałupki). Stavba trati byla zahájena 1. dubna 1914, ale krátce po vypuknutí 1. světové války byly práce zastaveny. V únoru 1920 bylo Hlučínsko (a tedy rovněž Petřkovice) připojeno k Československu a 24. července 1921 rozhodlo Ministerstvo financí o dostavbě trati z Hlučína do Petřkovic, o dokončení úseku do německého Annabergu se už ovšem nepočítalo. Tato část trati tak nebyla nikdy dokončena a Petřkovice se staly koncovou stanicí trati. Ještě se uvažovalo o prodloužení přes Koblov do Hrušova, ale zůstalo jen u plánů. Nová trať, která z Hlučína do Petřkovic měřila 6,897 km byla slavnostně otevřena 14. června 1925.
V období od zahájení provozu do začátku 2. světové války jezdilo z/do Petřkovic většinou pět párů osobních vlaků za den, jejich výchozími stanicemi byla Opava východ nebo Kravaře ve Slezsku.
Po obsazení Hlučínska německou armádou 8. října 1938 převzala trať z Opavy do Petřkovic do své správy Deutsche Reichsbahn a název stanice se změnil na Petershofen. V dubnu 1945 ustupující německá vojska zcela zničila most mezi zastávkou Petřkovice doly a stanicí Petřkovice, čím byla koncová stanice odříznuta od zbytku trati. Byť stanice ještě figurovala i v poválečných jízdních řádech, most už opraven nebyl a vlaky jezdily jen do zastávky Petřkovice doly. V roce 1950 byl zastaven provoz vlaků i v úseku Hlučín - Petřkovice doly (trať byla přestavěna na tramvajovou), tím pádem definitivně padla možnost, že se vlaky vrátí i do stanice Petřkovice.
Budova někdejšího nádraží byla adaptována na Dům zahrádkářů, který byl později upraven na hostinec a penzion Staré nádraží.

## Popis stanice
Ve stanici byly tři průběžné koleje a jedna krátká kusá manipulační kolej s přístupem k rampě. Cestujícím sloužila dvě jednostranná nástupiště.